# Helmut
Helmutⓘ – germańskie imię męskie.
Wywodzi się od słów heil i muot oznaczających kolejno „zdrowy, cały” i "„męstwo, duch, rozum”.
Helmut imieniny obchodzi 20 września.

## Osoby
- Helmut Kiderlen – paleontolog
- Helmut Kohl – kanclerz Niemiec
- Hrabiowie von Moltke:
  - Helmuth Karl Bernhard von Moltke – pruski feldmarszałek (1800–1891)
  - Helmuth Johannes Ludwig von Moltke – wojskowy (1848–1916)
  - Helmuth James Graf von Moltke – prawnik, antynazista (1907–1945)
- Helmut Schmidt – kanclerz Niemiec